# Fajah Lourens
Fajah Hanna Nicole Lourens (Amsterdam, 3 juli 1981) is een Nederlands actrice, model, dj, modeontwerpster en fitnessgoeroe. Als dj is ze bekend onder de naam Faya en Hanna Black.

## Werk

### Televisie
Lourens werd op 21-jarige leeftijd bekend in Nederland door de rol van Yasmin Fuentes in Goede tijden, slechte tijden, die ze drie seizoenen speelde. Daarnaast speelde ze een gastrol in Costa, Kees & Co en Shouf Shouf!. In 2004 was ze te zien in de musicvideo Moppie van Lange Frans & Baas B feat. Brace. Ook speelde ze een tienermoeder in de videoclip van het nummer Zet Um Op (Baby) van de Nederlandse rapper Kempi.
In maart 2007 eindigde ze als tiende bij het SBS6-programma So You Wanna Be a Popstar. Lourens nam deel aan een pokertelevisieshow bij Veronica. Haar deelname aan het derde seizoen van 71° Noord in 2008 werd vroegtijdig stopgezet na het overlijden van presentator Ernst-Paul Hasselbach en productieassistente Leentje Custers bij de opnamen in Noorwegen. Daarnaast heeft ze enkele televisieprogramma's gepresenteerd, onder andere voor RTL 5.
In 2012 deed Lourens mee aan het televisieprogramma Expeditie Robinson. Hoewel ze op dag twee als eerste kandidaat werd weggestemd, wist ze zich tot de finale staande te houden, die werd gewonnen door Fatima Moreira de Melo.

### Film
In 2011 beleefde Lourens haar filmdebuut in de Nederlandse film Stiletto's, waarin ze de hoofdrol vertolkt. Daarnaast speelde ze in 2011 een agente van Interpol in de door Michael Wright geregisseerde film Amsterdam Heavy, die in mei 2011 in première ging tijdens het Filmfestival van Cannes.
In november 2013 ging de korte film Bas & Ben Bang in première. In deze film van Sjoerd de Bont speelt Lourens de rol van heks Fredau.

### Mode en fitness
Lourens is een van de lingeriemodellen van het merk Sapph.
In 2016 verscheen Killerbody, een dieetboek voor sporters waarin Lourens voedings- en trainingschema's behandelt. Killerbody 2 verscheen in januari 2017, met honderd recepten. Het derde boek, Killerbody 3, Back in Shape, verscheen in maart 2018 met recepten om kersverse moeders weer op gewicht te laten komen. In 2020 kwam haar boek met kunstenaar Selwyn Senatori Sex Safe'’ uit, een informatief boek over seksuele voorlichting voor kinderen vanaf elf jaar. Gevolgd door de Killer Planner.
Eigen mode- en fitnessproducten brengt zij uit onder het merk MKBM (Mykillerbodymotivation).

### Dj en producer

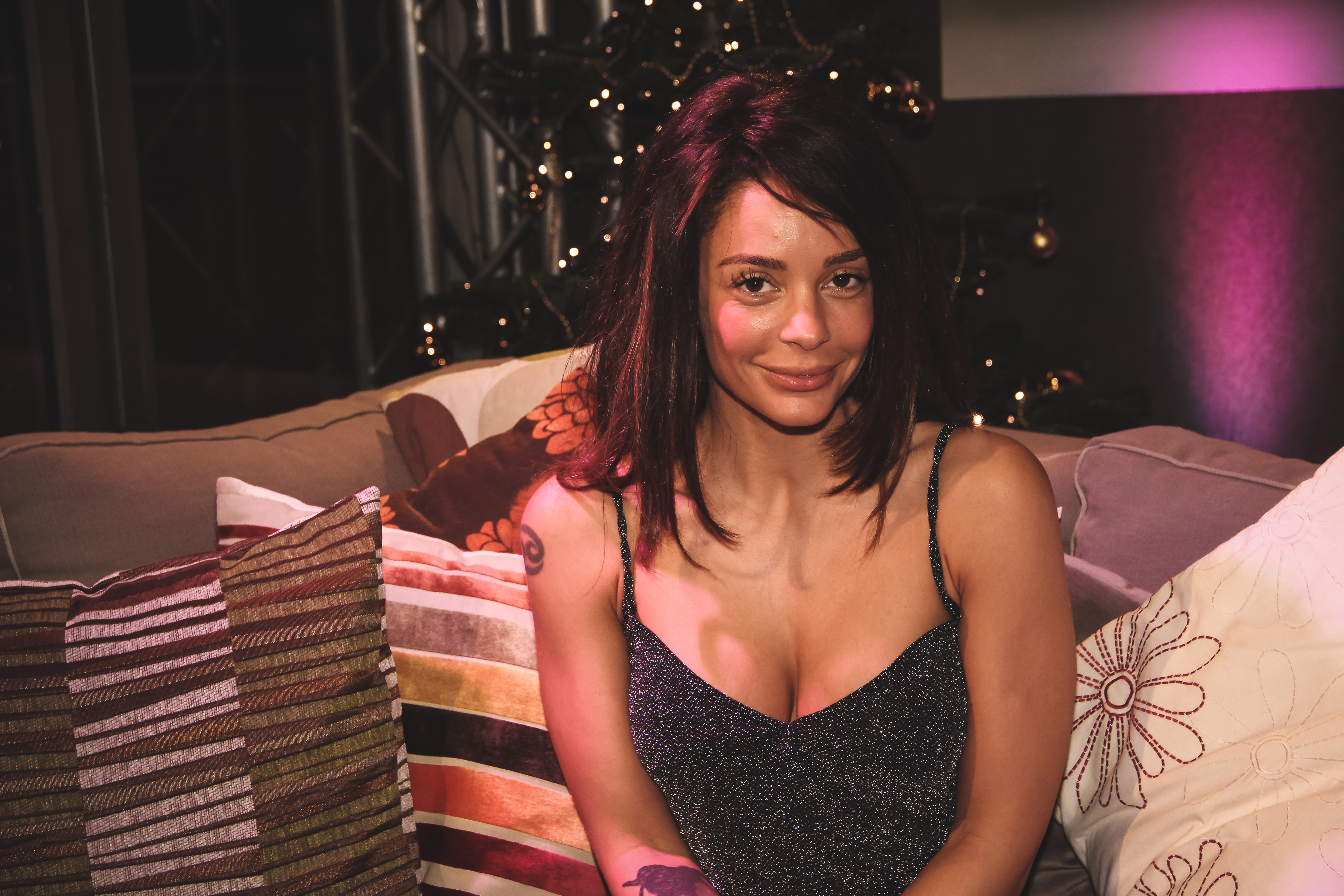
Fajah Lourens in 2015 in het Glazen Huis voor het goede doel

In 2011 maakte Lourens haar debuut in de dancewereld, waarin ze als dj werkte. Sinds 2013 is ze resident DJ in de Amsterdamse Club NYX, waar ze in 2014 ook onderdeel is van het concept 'The House of NYX' waarmee ze op festivals zoals House of Bad Habits en Valtifest draait. Zij gebruikt hierbij de artiestennaam Faya. 
Naast haar werk als dj is ze ook werkzaam als producer en remixt ze nummers van andere artiesten. In 2013 opende Lourens samen met haar zakenpartner FL-Agency een boekingskantoor voor dj's. In 2014 reisde Lourens als hoofdact mee met de zomertoer van reisorganisatie Beachmasters en draaide ze in het Rotterdamse stadion De Kuip tijdens het event Cinema. In juli 2016 ontving zij voor haar track "Squat" een gouden plaat. Vanaf 2017 treedt zij op onder de naam Hanna Black en draait zij tech house music.
13 maart 2021 heeft ze een YouTube filmpje met Thierry Baudet gemaakt.

## Onderscheiding
Lourens werd in het najaar van 2017 door het magazine Vrouw verkozen tot meest krachtige vrouwelijke BN'er.

## Privé
Lourens groeide op in een eenoudergezin bij haar moeder met twee halfbroers en een halfzus. Ze heeft nog twee halfzussen van haar inmiddels overleden vader. Haar moeder is Nederlands, haar vader was Antilliaans (Curaçao). Naar eigen zeggen vanwege haar dyslexie kwam zij terecht op een lbo-school en volgde daarna een jaar vmbo-onderwijs. Uit twee relaties kreeg ze een dochter en een zoon. Op 41-jarige leeftijd werd Lourens voor het eerst oma.

### Bestseller 60
| Boeken met noteringen in de Nederlandse Bestseller 60 | Jaar van verschijnen | Datum van binnenkomst | Hoogste positie | Aantal weken | Opmerkingen |
| ----------------------------------------------------- | -------------------- | --------------------- | --------------- | ------------ | ----------- |
| Killerbody Dieet                                      | 2016                 | 27-04-2016            | 1(6wk)          | 80           |             |
| Killerbody 2                                          | 2017                 | 18-01-2017            | 1(1wk)          | 13           |             |
| Killerbody 3. Back in shape                           | 2018                 | 25-04-2018            | 5               | 1            |             |
| Killerbody Lifestyle                                  | 2021                 | 13-01-2021            | 1(1wk)          | 3            |             |
| KillerMindset                                         | 2024                 | 10-01-2024            | 2               | 2            |             |